# 敖漢旗
敖漢旗（オーハンき、モンゴル語：ᠠᠤᠬᠠᠨ
ᠬᠣᠰᠢᠭᠤ　転写：Auqan qosiɣu）は、中華人民共和国内モンゴル自治区赤峰市に位置する旗。地方政府は新恵鎮にある。

## 歴史
満州国の統治下にあった1938年（康徳4年）、新恵地区に新恵県が設置されたものの、1941年（康徳7年）に敖漢旗に再び編入された。

## 行政区画
11バルガス（鎮）、1ソム（蘇木）、4郷を管轄：
- バルガス（鎮）
  - シン・ホイ・バルガス（新恵鎮）
  - 四家子鎮
  - 長勝鎮
  - ベイスイン・ホロー・バルガス（貝子府鎮）
  - 四道湾子鎮
  - 下窪鎮
  - 金廠溝梁
  - 興隆窪鎮
  - 黄羊窪鎮
  - ノホト・バルガス（牛古吐鎮）
  - ゴルバンホア・バルガス（古魯板蒿鎮）
- ソム：オロインソム・ソム（敖潤蘇莫蘇木）
- 郷（シャン）
  - モドン・アール・シャン（木頭営子郷）
  - 豊収郷
  - マニハン・シャン（瑪尼罕郷）
  - サルバル・シャン（薩力巴郷）